# Seznam jezikoslovnih vsebin
Ta stran skuša podati članke v Wikipediji, povezane z jezikoslovjem. Seznam ni popoln, lahko ga dopolnite ali odstranite odvečno.

## A
A - abeceda - abeceda giz - abhaščina - abugida - abdžad - aderščina - afarščina - afrikanščina - afriško-azijski jeziki - aglutinativni jezik - aimarščina - akadščina - akanje - akronim - akut - akuzativ - albanščina - alef - aleutščina - alfa - algonkinski jeziki - altajski jeziki - amharščina - analogija - angleščina - antinomija -  antonim -  apaški jeziki - apostrof -  arabska abeceda - arabska pisava -  arabščina - aramejščina - aravaščina - aravkanščina - argabščina - arhaizem - armenska abeceda - armenščina - aromunščina - asamščina - ASCII - asimilacija -  asirščina - ašantščina - atabaški jeziki - avarščina - avestijščina - avstralski jeziki - avstronezijski jeziki - azerbajdžanščina - azerščina -

## B
B - balijščina - baltski jeziki - bambarščina - bantujski jeziki - barbarizem -  baskovščina - baškirščina - batarijščina - bataščina - beloruščina - beluščina - bengalščina - berberski jeziki - beseda - besediloslovje -  besedišče - besedna vrsta -  besedna zveza -  besedni jezik - besedoslovje -  besedotvorje - beta - Bhojpuri - Biblija - biharščina - bikolščina - bilingvizem -  bislama - bohoričica - bokmål - bolgarščina - bošnjaščina - bretonščina - Brižinski spomeniki - buginščina - burjatščina - burmanščina -

## C
C - cebuanščina - celostni prislov - Celovški rokopis - cerkvena slovanščina - cerkvenoslovanščina - cirilica - cirkumfleks - citat - cokanje -

## Č
Č - čagatajščina - čakavščina - čamalski jeziki - čamorščina - časovne zvrsti - časovni prislov - časovni prislovni zaimek - časovni veznik - čečenščina - Čedadski rokopis - čejenščina - čerokeščina - češčina - čibčevščina - čipevščina - členek - členkovna zveza - črka -
črtica - čukotsko-kamčatski jeziki - čukotščina - čukščina - čustvovalni členek - čuvaščina -

## Ć
Ć

## D
D - dajalnik - dajaščina - danščina - dari - deležje - deležnik - deljaj - delta - diakritični znak -  diakritično znamenje -  dialektolog - dialektologija - digama - digraf -  disimilacija - divehi - dobesedni prevod - dodajalni členek -
dolžina - domnevnostni členek - dostavek - dovršnost - dravidski, drugi - drsnik - druge angleške kreolščine in pidžini - druge francoske kreolščine in pidžini - druge portugalske kreolščine in pidžini - drugi jeziki - dvočrkje - dvočrkovna kratica - dvoglasnik - dvojina - dvopičje - dzekanje - dzongkha - džibalijščina -

## Đ
Đ

## E
E - ednina - egipčanščina - egslo - elamščina -
elipsa - enakoizraznica -  enakozvočnica -  enakozvočnika - endegenščina - enemorščina -
epsilon - esperanto - estonščina - eta - etimologija - etiopščina - etruščina - etruška abeceda - evenščina - ezhaščina -

## F
F - faliskijščina - favkalni soglasnik - feminativ - feničanska abeceda - feničanščina - ferščina - fi - fidžijščina - filipinski jeziki - finščina - fonem - fonetika - francoščina - fraza - frigijščina - frizijščina - fulščina - funkcijske zvrsti - furlanščina -

## G
G - gajščina - galatščina - galicijščina - galščina - gama - Gbaya - gelščina - genitiv - germanizem -  germanski jeziki - gikujščina - gilbertščina -
giz (jezik) - gjetoščina - glagol - glagolica - glagolska kategorija - glagolska oblika - glagolska prehodnost - glagolski čas - glagolski način - glagolski naklon - glagolski vid - glas - glasoslovje - glasovna sprememba - glavni števnik - glotokronologija - gogotščina - gotska abeceda - gotščina - govorica s kretnjami - govorna cev - govorna veriga - grafem - gravis - grenladščina - Grimmov zakon - grlo - grščina - grška abeceda - grške črke - gruzinščina - gudžaratščina - guraščina - gurmščina - gvaranijščina -

## H
H - haidščina - harsusijščina - hausa - havajščina - hebrejska abeceda - hebrejščina -
Hepburn, James Curtis - Hepburnovo prečrkovanje - hetitščina - hi - hieroglifi - hilingajnonščina - hindujščina -
hiperbola - hipernim -  hiponim -  hiri motu - homonim -  hobjotščina - hrvaščina - hrvatizem - hupščina -

## I
I - ibanščina - ideografska pisava - ideogram - ilativ - imenoslovec - imenoslovje - imenovalnik - indijski, drugi - indoevropski jeziki - indonezijščina - inekvorščina - Inštitut za slovenski jezik Frana Ramovša - interlingva - intonacija - inuktituščina - iranski jeziki - irokeščina - irščina - islandščina - ISO 639 - ISO 8859 - ISO 8859-2 - italijanščina - italski jeziki - izo - izdelani jezik - izgovorjava - izpeljanka - izposojeni prevod -  izposojenka - izpostavek - iztočnica - izumrli jezik - izvzemalni členek -

## J
J - jakanje - jakutščina -
Janez Dular - jaojščina - japonščina - jat - javanščina - jer - jeri - jezičkov r - jezičnik - jezični venec -
jezik - jezikoslovec - jezikoslovje - jezikovne družine in jeziki - jidiš - jor - joruba -
jota - jotacija - jupiški jeziki - južna ndebelščina - južna samščina - južni sotho - južnoameriški indijanski jeziki - južnoslovanski jeziki -

## K
K - kabilščina - kadajščina - kadenca - kajkavščina - kalk -  kamboščina - kanareščina - kapa - karakalpaščina - karenščina - karibščina - kastiljščina - kašmirščina - kašubščina - katalonščina - kavi - kavzaški, drugi - kazaščina - kečvanščina - keltiberščina - keltski jeziki - khaščina - kikujščina - kirgiščina - kirundščina - kitajska pisava - kitajsko-tibetanski jeziki - kitajščina - kitica - kletev - kletvica - klicaj - klinopis - kmerščina - književnost - knjižni jezik - kojsanski jeziki - kolacija - komijščina - končaj - kongovščina -
Kopitar, Jernej - koptščina - korejščina - korjaščina - kornijščina -
korpus - korzijščina - koščina - krajšava - kratica - krativec - kratnostni prislov - kreolščine in pidžini - krijščina - krn - krnitev - krujska angleščina? - ksi - kumbrijščina - kumiščina - kunreišiki - kurdščina - kušitski jeziki - kutenajščina -

## L
L - ladinščina - lambda - laoščina - lastno ime - latinica - latinične pisave - latinščina - latvijščina - leksikon - lepontščina - lezginščina - lingala - lingvistika - lingvogeneza - litvanščina - ločevalno znamenje - ločilo - lubalulujščina - luksemburščina - lužiška srbščina -

## M
M - madurščina - madžarščina - majevski jeziki - makasarščina - makedonščina - malajalščina - malajščina - malgaščina - malteščina - manipurščina - manska gelščina - maorščina - maratščina - marijščina - marshallovščina - masajščina - maskvanščina - materni jezik - medmet - mednarodna abeceda za prečrkovanje sanskrta - mednarodna fonetična abeceda - medpona - mehki znak - mehriščina - mernostne zvrsti - mesapščina - mestnik -
Metelko, Franc Serafin - mi - miaojščina -
Miklošič, Franc - minus - množina - množinski samostalnik - mohoščina - moldavščina - mongolščina - monsko-kmerski jeziki - mordvinščina -  morfem - morfonologija - Morsejevea abeceda - mosanščina - mosijščina - muherščina - mundski jeziki -

## N
N - nadpomenka - naglas - nahuatl - najdaljša slovenska beseda -  nalika - naravni jezik - narečje - narečjeslovec - narečjeslovje - narekovaj - naslonka - NATO abeceda - navaščina - nedoločen jezik - nedoločni števnik - nedoločni zaimek - nedovršnost - nemi soglasnik - nemščina - neologizem - nepalščina - neprehodni glagol - neskladenjska pika - netrajnik - nevarščina - nezvočnik - niaščina - nigrsko-kordofanski jeziki - nilsko-saharski jeziki - niuejščina - nizka nemščina - nizka saščina - nizozemščina - njanščina - Nobelova nagrada za književnost - nogajščina - norveščina - nos - novonorveščina - nubijski jeziki - nynorsk -

## O
O - oblikoslovje - obrazilo - odnosnica - odstotek - odžibvovščina - oglavje - ogovor - ogrožen jezik - okanje- okcitanščina - oklepaj - okrajšava - omega - ongotščina - onomastika - onomatologija - opuščaj - orijščina - orodnik - oromščina - osebno ime - osetinščina - oskijščina - osnovna oblika - ostrivec - otomanska turščina -

## P
P - palatalizacija - palavanščina - pandžabščina - pangasinanščina - papiamentu - papir - papirus - papuanski jeziki -
parabola - pastavek - paštu - perzijščina -
pesem - pi - pika - pisava - piktogram - pitcairnščina - plus - podomačevanje - podpičje - podpomenka - podredje - podspol - pogovorni jezik - pojem - polglasnik - poljščina - polkadenca - polstavek - pomanjševalnica - pomenoslovje - pomišljaj - ponavljaj - portugalska abeceda - portugalščina - poševnica - poudarek - poved - povedek - pragermanščina - praindoevropščina - praslovanščina - pravopis - pravorečje - predpona - predpreteklik - preglas - prehodni glagol - premena - prenosniške zvrsti - preteklik - prevajanje - prevedenka -  prevod - prevodoslovje - prevzeta beseda - pridevnik - prihodnjik - prilikovanje - priponsko obrazilo - priredje - prislov - protipomenka -  protislovje -  provansalščina -

## Q
Q

## R
R - radžastanščina -
Ramovš, Fran - rapanujščina - Rateški rokopis - razlikovanje - redukcija samoglasnikov - retoromanščina - rezervirano za krajevno rabo - rimske številke - ro - rodilnik - romanski jeziki - romščina - romunščina - rundščina - rusizem - ruska abeceda - ruska narečja - ruščina -

## S
S - saami - samaritanska aramejščina - samoanščina - samoglasnik - samostalnik - samostalniški zaimek - sampi - samski jeziki - sangro - sanskrt - santalščina - sardinščina - sasaščina - sedanjik -
segment - selkupščina - seltščina - semiotika - semitski, drugi - severna ndebelščina - severna samščina - severni sotho - severnoameriški indijanski jeziki - seznam izumrlih jezikov - seznam jezikoslovcev - seznam jezikov - seznam ogroženih jezikov - seznam slovenskih besed japonskega izvora - seznam slovenskih besed ruskega izvora - seznam slovenskih jezikoslovcev - sičnik - sičniški pripornik - simbol - sindščina - singalščina - sinonim -  sirska abeceda - sirščina - sjujščina - skladnja - sklanjanje - sleng - slovanski jeziki - slovar - Slovar slovenskega knjižnega jezika - slovaščina - slovenistika - slovenska narečja - Slovenski etimološki slovar - slovenski knjižni jezik - Slovenski pravopis - slovenščina - slovnica - slovnični spol -  socialne zvrsti - sodoščina - soglasnik - sokvotriščina - somalijščina - songajščina - sopomenka - splošno jezikoslovje - spodnja nemščina - spodnja saščina - spol (jezik) -  sporazumevanje - sposojeni prevod -  spregatev - spreganje - spreganje glagola - srbščina - srednja angleščina - srednja francoščina - srednja irščina - srednja nizozemščina - srednja visoka nemščina - srednjeameriški indijanski jeziki - srednjejezičnik -
SSKJ - stara angleščina - stara cerkvena slovanščina -  stara francoščina - stara grščina - stara irščina - stara nordijščina - stara perzijščina - stara provansalščina - stara visoka nemščina - staroitalska pisava - staroslovanski jezik - starobolgarščina - starocerkvenoslovanščina -  staroruščina - staroslovanščina - starovzhodnoslovanščina - stavčni člen - stavek - Stiški rokopis - stopnjevanje - strešica - strojno prevajanje - sudanščina - sumerščina - sundščina - susuamijščina - svahilščina - svazijščina - Sveto pismo -
Swadesh, Morris - Swadeshev seznam -

## Š
Š - šanščina - škotska gelščina - škotščina - šonščina - španščina - številka - števka - števnik - štiričrkje - štokavščina - šumevec - švedščina -

## T
T - tadžiščina - tagaloščina - tahitijščina - tajščina - tamilščina - tatarščina - tau - telugu - terminologija - tetragraf -  theta - tibetanščina - tigrajščina - tigrejščina - tigrinjščina - tipografija - tlingitščina - TOEFL - tok pisin - tolmačenje - ton - tonalnost - tonem - tonganščina - tonski jezik - toponomastika -
Toporišič, Jože -
Trubar, Primož - tožilnik - tradicionalna slovenska sinhrona transkripcija - trajnik - trdi znak - trigraf -  tročrkje - tsimšijščina - tujka - tupijski jeziki - turcizem - turkmenščina - turščina - turški jeziki - tuvalujščina - tvorjenka -

## U
U - udmurtščina - ugaritska abeceda - ugaritščina - ugrofinski jeziki - ujgurščina - ukrajinščina - ulbarščina - umbrijščina - umetni jeziki - Unicode - uradni jezik - urdujščina - ustničnik - ustnični zapornik - UTF-8 - uzbeščina -

## V
V - vajščina - vakaški jeziki - valižanščina - valonščina - več jezikov - vejica - velelnik - venetščina - Vernerjev zakon - vezaj - vezljivost - veznik - vezniška zveza - vietnamska abeceda - vietnamščina - vokalna harmonija - volanščina - volapuk - vprašaj - vrivek -
vrsta - vrstilni števnik - vzdevek -

## W
W - waleščina -

## X
X

## Y
Y

## Z
Z - začetnica - zaimek - zaklepaj - zamolk - zapornik - zeta - zgodovinsko jezikoslovje - Zipfov zakon - zlitnik - zloženka - znakovni jezik - zobni zapornik - zulujščina - zvajščina - zvalnik -
zvočnik - zvrst -

## Ž
Ž - žargon -